# Baboi
Baboi ist eine Region in Osttimor. Sie befindet sich im Verwaltungsamt Atsabe in der Gemeinde Ermera. Heutzutage bildet sie sich aus den Sucos Baboi Leten (Ober-Baboi) und Baboi Craic (Unter-Baboi). Die Mehrheit der etwa 3000 Einwohner gehören zur Ethnie der Kemak.